# Děložní sliznice

Menstruační cyklus ženy, v dolní části vyznačeny i změny mocnosti děložní sliznice v průběhu cyklu

Děložní sliznice (endometrium z řec. endo–uvnitř, métra–děloha) je vnitřní slizniční výstelka děložní dutiny savců. Jedná se o jednoduchý cylindrický epitel (uspořádaný do velkého množství záhybů), pod nímž je ještě slizniční vazivo (lamina propria mucosae). Endometrium v prvních fázích těhotenství umožňuje přichycení zárodku, podílí se na tvorbě placenty a samo vylučuje určité látky důležité pro vývoj embrya. U člověka a některých dalších savců se děložní sliznice během každého menstruačního cyklu odlučuje.

## Lidské endometrium
Šířka ženského endometria se mění podle fáze menstruačního cyklu, v níž se nachází. V sekreční fázi se dají rozlišit tři vrstvy: povrchová pars compacta (cylindrický epitel a vyústění žláz), prostřední pars spongiosa (řídká vazivová vrstva a těla žláz) a hlouběji umístěná tenká vrstva pars basalis (se spodními konci děložních žláz). Třetí jmenovaná vrstva je z nich jediná, která se ani při menstruaci neodlučuje. Dvě svrchní (odlučující se) vrstvy se společně označují jako pars functionalis (též zona functionalis) a mají samostatné cévní zásobení.
Endometrium má šedorůžovou barvu a srůstá s níže položeným myometriem, svalovou vrstvou. Kromě epitelových buněk v svrchní vrstvě a fibroblastů ve střední vrstvě obsahuje ještě tubulární žlázy obsahující epiteliální a sekreční buňky. Navíc jsou v epitelu roztroušeny i buňky endokrinní. V oblasti přiléhající k čípku plynule přechází endometrium v dlaždicový epitel.